# Блатт, Томас
Томас «Тойви» Блатт (15 апреля 1927, Избица, Польша — 31 октября 2015, Санта-Барбара, штат Калифорния, США) — писатель и исследователь. В возрасте 16 лет оказался одним из немногих евреев, переживших восстание и побег из лагеря смерти Собибор в октябре 1943 года. Всего бежали около 200 человек, 150 из которых были пойманы и убиты как гитлеровцами и их пособниками, так и местными жителями; лишь около 50 человек дожили до конца войны. После Второй мировой войны Блатт поселился в Соединенных Штатах.

## Ранние годы
Родился в еврейской семье в Избице, Польша. 28 апреля 1943 Блатт со своей семьёй, вместе с ещё 400 другими евреями Избицы, были отправлен немцами в Собибор, который был построен как лагерь уничтожения. Вся семья Блатта была убита там, вместе с большинством людей из их деревни. В общей сложности, около 250 000 евреев из Польши, Франции и Нидерландов, а также 1000 поляков, были убиты в Собиборе.

## Побег из Собибора
Был в числе 300 заключенных, поднявших восстание 14 октября 1943 года и сбежавших из Собибора.
Блатт добрался с двумя беглецами (Фредеком Костманом и младшим братом Алексея Вайцена Шмулем, 1925 г.р.) до окрестностей его родной Избицы; не найдя там помощи, они попросили укрытия в деревне Пшилесье, где хозяин одного из домов оказался отцом одноклассницы Блатта. Полгода трое беглецов скрывались в яме. В ночь на 23 апреля 1944 года хозяин (боявшийся того, что соседи узнают, что он прячет евреев) с подручным застрелил Костмана и Вайцена, а раненого в подбородок Блатта не добил, сочтя мёртвым. Блатт бежал в лес; его укрыли и лечили в другой деревне, Мхи, Франтишек Петля и сын его Ромек.
Затем Блатт был в польских партизанах (Bataliony Chlopskie) курьером до конца войны. С той пулей в челюсти он прожил всю жизнь.
После массового побега немцы закрыли и буквально сравняли лагерь с землёй, посадив на его месте деревья, чтобы скрыть его.
Место, где был лагерь смерти, стало в 1960-х гг. мемориалом.

## Эмиграция
В 1958 году Блатт эмигрировал из Европы в Израиль, а затем в США.
В конце 1970-х и 1980-х годах он работал с Ричардом Рашке, американским журналистом и писателем, помогая тому найти выживших в Собиборе и взять у них интервью. Рашке написал «Побег из Собибора» (1983) о восстании в лагере.
В 1983 году Блатт самостоятельно взял интервью у Карла Френцеля (нем. Karl Frenzel), третьего по рангу эсэсовца в Собиборе, приговорённого к пожизненному заключению, но спустя 16 лет освобождённого по апелляции. По мнению самого Блатта, его интервью (под названием «Конфронтация с убийцей») было первым в своём роде.
Вышедший в 1987 г. телевизионный фильм под названием «Побег из Собибора», был поставлен по мотивам одноимённой книги. В фильме изображены события в лагере смерти Собибор. Блатт был техническим консультантом фильма. Руководителей восстания Леона Фельдхендлера и Александра Печерского, самого Блатта и других восставших играли актёры.
Позже сам Блатт написал две книги о Собиборе: мемуары «Из пепла Собибора» (1997) и «Собибор, забытое восстание» (1997), на основе которой он сделал одноимённый веб-сайт.
Блатт жил в Санта-Барбаре, штат Калифорния, где и умер дома, 31 октября 2015 года, в возрасте 88 лет.

## Документальные фильмы
- 2010 — Арифметика свободы (реж. Александр Марутян)